# Norbert Koch
Norbert "Noppie" Koch (Utrecht, 22 de març de 1932 - Nieuwegein, 7 de desembre de 2010) va ser un ciclista neerlandès, especialista en el mig fons. Va guanyar dues medalles als Campionats del món de l'especialitat. Un cop retirat va fer d'entrenador de diferents ciclistes com Piet de Wit, Leo Proost, Martin Venix o Mattheus Pronk, entre d'altres, que van aconseguir diferents títols mundials.

## Palmarès en pista
- 1959
  -  Campió dels Països Baixos en mig fons
- 1962
  -  Campió dels Països Baixos en mig fons
- 1963
  -  Campió dels Països Baixos en mig fons

## Palmarès en carretera
- 1954
  - Vencedor d'una etapa a la Volta als Països Baixos